# Malá Izra (potok)
Malá Izra je potok na jihu východního Slovenska, teče v jihovýchodní části okresu Košice-okolí. Je to levostranný přítok Izry, měří 3 km a je tokem VI. řádu.
Potok teče v Slanských vrších, v podcelku Milič a pramení na západním úpatí Velkého Miliče (895 m) v nadmořské výšce cca 560 m. Nejprve teče východním směrem, na horním toku vzniklo zahrazením toku jezero Malá Izra. Z levé strany přibírá přítok z jihovýchodního svahu Malého Miliče (759 m) a stáčí se na jihovýchod. Zprava pak přibírá potok vytékající z jezera Izra a do potoka Izra ústí severozápadně od obce Brezina v nadmořské výšce přibližně 265 m.